# Pharurus pallasii
Pharurus pallasii is een rondwormensoort uit de familie van de Pseudaliidae. De wetenschappelijke naam van de soort is voor het eerst geldig gepubliceerd in 1870 door van Beneden.